# Préfet (Indonésie)
Pour les articles homonymes, voir Préfet.

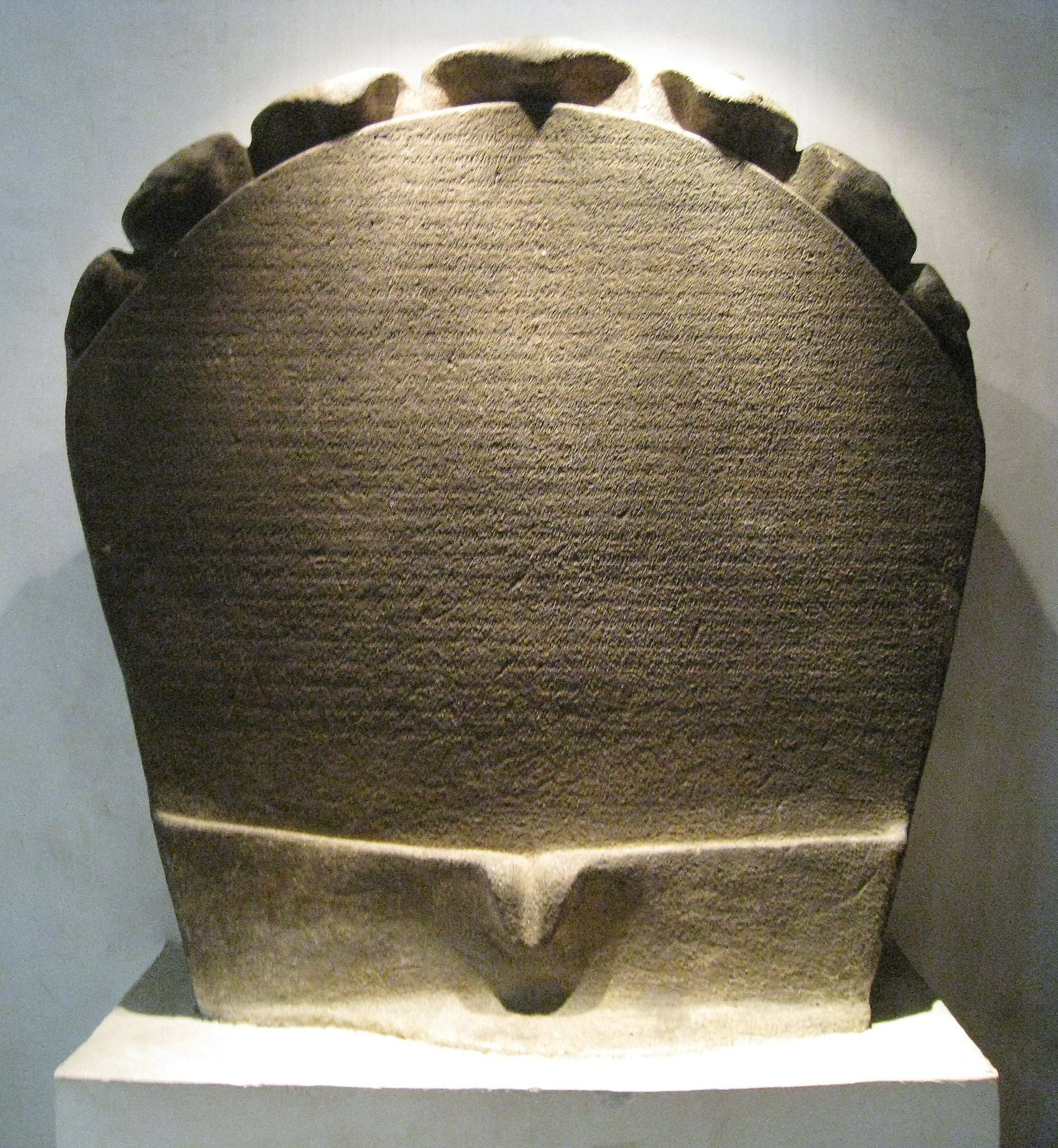
l’inscription de Telaga Batu

En Indonésie, le bupati est chargé de l'administration d'un kabupaten ou département. Il est le détenteur du pouvoir exécutif et est élu au suffrage direct. Les spécialistes français de l'Indonésie traduisent généralement ce mot par « préfet ».
Le mot bupati est javanais et vient du sanskrit. On trouve déjà le mot bhupati dans l’inscription dite de Telaga Batu, trouvée dans ce hameau situé près de la ville de Palembang dans la province de Sumatra du Sud et consacrée à un souverain de Sriwijaya. On estime que cette inscription date de la fin du VIIe siècle de notre ère. Le spécialiste de l’épigraphie indonésienne néerlandais J. G. de Casparis traduit bhupati par « chef ». On trouve également le mot bhupati dans une autre inscription, dite de Ligor, parce qu'elle a été trouvée dans la province thaïlandaise de Nakhon Si Thammarat, que les Européens appelaient "Ligor" au XVIIe siècle. Elle porte la date de 775 de notre ère. Le mot bupati y désigne le roi de Sriwijaya.
Dans leur ouvrage Description géographique, historique et commerciale de Java et des autres îles de l'archipel Indien (1824), Raffles (le fondateur de Singapour et John Crawfurd parlent des bopati comme des « gouverneurs de provinces », ajoutant curieusement « ce mot étant le pluriel d'Adipati ». Le voyageur français Grégoire Louis Domeny de Rienzi (1834) note la graphie bapati.
La fonction de bupati remonte aux premiers temps du second royaume de Mataram, lorsque le sultan Agung (règne 1613-45) confie l'administration de territoires conquis à des hommes de confiance. Leur rôle est en cela similaire à celui des comtes du haut Moyen Âge français. Le titre est d'abord tumenggung, puis adipati (mot sanscrit signifiant « seigneur original »). À l'époque coloniale, la plupart des regents, comme on appelait les bupati en néerlandais, portent toujours le titre de Raden Aria Adipati précédent leur nom officiel.
À l'époque des Indes néerlandaises, les adipati étaient appelés regents par le gouvernement colonial, qui les nommait en général parmi les familles de la noblesse de robe, les priyayi.